# Pietro Scaglione
Pour les articles homonymes, voir Scaglione.
Pietro Scaglione (prononcé : [ˈpjɛːtro skaʎˈʎoːne] ; Lercara Friddi, 2 mars 1906 - Palerme, 5 mai 1971) est un magistrat italien, procureur en chef de Palerme en Sicile, tué par la mafia en 1971. 

## Le combat contre la mafia
Scaglione est diplômé en droit de l'Université de Palerme en 1927. Après une carrière judiciaire, il devient procureur en chef de Palerme en avril 1962.  Avec le chef du service des enquêtes du parquet, Cesare Terranova, il est responsable de la répression de la mafia après la première guerre de mafia et le massacre de Ciaculli le 30 juin 1963.  
Leurs efforts sont largement annulés par les condamnations indulgentes du tribunal de Catanzaro, lors du prétendu procès des 114 . 
Le 5 mai 1971, Scaglione est tué avec son chauffeur Antonino Lo Russo, alors qu'il revenait de la visite quotidienne sur la tombe de sa femme au cimetière Cappuccini de Palerme. C'est la première fois depuis la fin de la Seconde Guerre mondiale que la mafia assassine un magistrat italien. La police arrête 114 Mafiosi qui sont jugés lors du deuxième procès des 114,. 

## Un meurtre non résolu
Aucune condamnation n'est prononcée pour le meurtre de Scaglione et de son chauffeur. En janvier 1991, les suspects Gaetano Fidanzati, Pietro D'Accardio, Gerlando Alberti et son fils Francesco Russo, Salvatore Riina, Luciano Leggio et Giuseppe Calò ne sont pas traduits en justice faute de preuves suffisantes. 
Au cours de sa longue carrière judiciaire, Scaglione est impliqué dans certains des mystères politiques non résolus de l'Italie de l'après-guerre. Il est le dernier à avoir interrogé Gaspare Pisciotta, bras droit du bandit sicilien Salvatore Giuliano, tenu responsable du massacre de Portella della Ginestra le 1er mai 1947 pour entraver l'avancée du mouvement communiste et paysan. 
Il est aussi le dernier à avoir vu le journaliste Mauro De Mauro, disparu en septembre 1970 à la suite de ses enquêtes sur le meurtre mystérieux d'Enrico Mattei et sur le Golpe Borghese, tentative de coup d'État de la droite. De Mauro aurait été assassiné par la mafia pour dissimuler ces événements et de possibles relations politiques. Certains observateurs prétendent que Scaglione aurait volontairement gardé secrètes certaines informations. Des recherches historiques récentes, cependant, décrivent Scaglione comme un juge honnête. 

## Implication de la Mafia
Selon le repenti mafieux ( pentito ) Tommaso Buscetta, l'assassinat de Scaglione avait trois objectifs: écarter un procureur encombrant, mettre en cause deux  Mafiosi rivaux jugés par Scaglione et que l'on pourrait penser coupables, et jeter un soupçon sur une possible collaboration de Scaglione avec la mafia. Un autre repenti, Antonino Calderone, suggère que l'assassinat de Scaglione est le moyen par lequel la mafia affirmait son retour au pouvoir après le procès de Catanzaro, au cours duquel elle s'était tue. 
Il est maintenant généralement admis que l'assassinat a été ordonné par le chef de la mafia Luciano Leggio, chef des Corleonesi, parce que Scaglione avait envoyé l'une des sœurs de Leggio bannie de Corleone pour avoir aidé et encouragé son frère fugitif à l'époque. Selon Buscetta, c'est Leggio lui-même qui a tué Scaglione avec l'aide de Salvatore Riina. Jean-Yves Frétigné, suivant Marie-Anne Matard-Bonucci, y voit un meurtre mafieux commandité par l'extrême-droite pour contrecarrer le compromis historique par une stratégie de la tension.  
Leggio sera par la suite jugé deux fois pour le meurtre de Scaglione mais acquitté pour insuffisance de preuves. 